# 南部戦線 (ソ連軍)
南部戦線（ロシア語: Южный фронт、南部方面軍、もしくは南部正面軍とも）は、第二次世界大戦中（独ソ戦初期と中期）に2度に渡りソ連南西部に設置された赤軍の方面軍£級部隊である。

## 南部戦線（1941年6月～1942年7月）
最初の南部戦線は、1941年6月25日、南西方面において、第18軍、第9軍、第9独立狙撃軍団から編成された。戦線の指揮機関は、モスクワ軍管区本部の要員から編成された。事後、第6軍、第12軍、第24軍、第37軍、第51軍、第56軍、第57軍、沿海軍、第4航空軍が配属された。
独ソ戦初期、南部戦線は、ドイツ南方軍集団の攻撃を引き受けた。戦線は、7月末までにドニエストル対岸に、8月末までに沿海軍をオデッサ防衛に残置しつつドニエプル対岸に退却した。9月末～11月初め、南西戦線左翼の協力の下、ドンバス作戦を行い、ロストフ・ナ・ドヌに突破したドイツ軍部隊をミウス川対岸に撃退した。
1942年1月、南西戦線部隊と協同で、バルヴェンコヴォ・ロゾフ作戦を行い、西方に100km前進した。5月、南部戦線右翼は、ハリコフの戦いに参加し、7月、ドンバス作戦を行った。同年夏、優勢な敵の攻撃により、ドンバス、ロストフを放棄し、南方のドン対岸まで退却した。
1942年7月28日、同日付最高司令部スタフカの命令に基づき、南部戦線は解散され、その部隊は、北カフカース戦線に編入された。

### 編制
- 第18軍 - 1941年6月25日～
- 第9軍 - 1941年6月25日～
- 第9独立狙撃軍団 - 1941年6月25日～
- 第6軍
- 第12軍
- 第24軍
- 第37軍
- 第51軍
- 第56軍
- 第57軍
- 沿海軍
- 第4航空軍

### 指揮官
司令官：
1. イワン・チュレネフ上級大将（1941年6月～8月）
2. ドミトリー・リャブィシェフ中将（1941年8月～10月）
3. ヤーコフ・チェレヴィチェンコ大将（1941年10月～12月）
4. ロディオン・マリノフスキー中将（1941年12月～1942年7月）

軍事会議議員：
1. アレクサンドル・ザポロージェツ一等軍委員（1941年7月～12月）
2. I.ラリン師団委員（1941年12月～1942年7月）

参謀長：
1. G.シシェニン少将（1941年6月）
2. F.コルジェネヴィチ大佐（1941年7月）
3. F.ロマノフ少将（1941年7月～8月）
4. アレクセイ・アントーノフ少将（1941年8月～1942年7月）

## 南部戦線（1943年1月～10月）
2度目の南部戦線は、1943年1月1日、廃止されたスターリングラード戦線に基づき創設された。戦線には、第2親衛軍、第28軍、第51軍、第8航空軍、事後、第3親衛軍、第44軍が配属された。また、アゾフ小艦隊が作戦統制下に入った。
1943年の冬季攻勢中、戦線部隊は、ロストフ作戦を行い、300～500km前進して、ロストフを占領、ミウス川に進出した。南西戦線と協同で、ドンバス戦略作戦に参加。その後、メリトポリ作戦を行い、ドンバスを解放し、モロチナヤ川で敵の東部防衛線を突破し、ドニエプル河口とクリミア地峡に進出し、シワシャ南岸に橋頭堡を確保して、クリミアの敵軍を地上封鎖した。
1943年10月20日、10月16日付最高司令部スタフカの命令に基づき、南部戦線は、第4ウクライナ戦線に改称された。

### 編制
- 第2親衛軍 - 1943年1月1日～
- 第28軍 - 1943年1月1日～
- 第51軍 - 1943年1月1日～
- 第8航空軍 - 1943年1月1日～
- 第3親衛軍
- 第44軍

### 指揮官
司令官：
1. アンドレイ・エリョーメンコ大将（1943年1月～2月）
2. ロディオン・マリノフスキー大将（1943年2月～3月）
3. フョードル・トルブーヒン上級大将（1943年3月～10月）

軍事会議議員：
1. ニキータ・フルシチョフ中将（1943年1月～2月）
2. K.グロフ中将（1943年3月～9月）
3. エフィム・シチャデンコ大将（1943年9月～10月）

参謀長：
1. I.ヴァレンニコフ少将（1943年1月～4月）
2. S.ビリュゾフ中将（1943年4月～10月）